# Faustball-Europacup der Frauen 2012
Der Frauen-Europacup 2012 im Faustball auf dem Feld fand am 7. und 8. Juli 2012 in Berlin statt. Der Faustball-Europacup der Frauen wurde zum ersten Mal in der deutschen Hauptstadt ausgetragen.

## Teilnehmer
Acht Mannschaften aus vier europäischen Faustball-Ländern nahmen am Europacup 2012 teil:
| Österreich - Sportunion Arnreit (Meister, Titelverteidiger) - SSB TV Neusiedl/Zaya (Vizemeister) - FBC ASKÖ Linz Urfahr (3. Platz) | Deutschland - Ahlhorner SV (Meister) - SV Moslesfehn (Vizemeister) | Schweiz - FB Embrach (Meister) - STV Schlieren (Vizemeister) | Italien - SSV Bozen (Meister) |

## Spielplan
Im Februar 2012 fand die Auslosung für den Europacup der Frauen statt.
| Gruppe A             | Gruppe B             |
| -------------------- | -------------------- |
| Sportunion Arnreit   | SSB TV Neusiedl/Zaya |
| FB Embrach           | STV Schlieren        |
| SV Moslesfehn        | Ahlhorner SV         |
| FBC ASKÖ Linz Urfahr | SSV Bozen            |

### Vorrunde

#### Gruppe A
| Samstag, 7. Juli 2016 |   |       |               |   |               |                                    |
| 1                     | 1 | 10:30 | Union Arnreit | – | ASKÖ Urfahr   | 3:0 (13:11, 12:10, 11:9)           |
| 2                     | 2 | 10:30 | FB Embrach    | – | SV Moslesfehn | 2:3 (11:7, 11:8, 7:11, 8:11, 9:11) |
| 5                     | 1 | 12:30 | SV Moslesfehn | – | ASKÖ Urfahr   | 1:3 (8:11, 11:4, 9:11, 9:11)       |
| 6                     | 2 | 12:30 | Union Arnreit | – | FB Embrach    | 3:1 (11:7, 11:9, 9:11, 11:5)       |
| 9                     | 1 | 14:30 | ASKÖ Urfahr   | – | FB Embrach    | 3:0 (11:9, 15:14, 15:13)           |
| 10                    | 2 | 14:30 | Union Arnreit | – | SV Moslesfehn | 3:1 (9:11, 11:6, 11:5, 12:10)      |

| Pl. | Team             | Sp. | Sätze | Pkt. |
| --- | ---------------- | --- | ----- | ---- |
| 1   | Union Arnreit    | 3   | 9:2   | 6    |
| 2   | ASKÖ Linz Urfahr | 3   | 6:4   | 4    |
| 3   | SV Moslesfehn    | 3   | 5:8   | 2    |
| 4   | FB Embrach       | 3   | 3:9   | 0    |

#### Gruppe B
| Samstag, 7. Juli 2016 |   |       |               |   |               |                                     |
| 3                     | 1 | 11:30 | STV Schlieren | – | Ahlhorner SV  | 0:3 (3:11, 9:11, 8:11)              |
| 4                     | 2 | 11:30 | SSV Bozen     | – | Neusiedl/Zaya | 0:3 (8:11, 10:12, 7:11)             |
| 7                     | 1 | 13:30 | Ahlhorner SV  | – | SSV Bozen     | 3:0 (11:7, 11:3, 11:6)              |
| 8                     | 2 | 13:30 | STV Schlieren | – | Neusiedl/Zaya | 0:3 (6:11, 4:11, 7:11)              |
| 11                    | 1 | 15:30 | Neusiedl/Zaya | – | Ahlhorner SV  | 2:3 (7:11, 15:14, 11:8, 7:11, 9:11) |
| 12                    | 2 | 15:30 | SSV Bozen     | – | STV Schlieren | 1:3 (11:9, 11:13, 10:12, 9:11)      |

| Pl. | Team             | Sp. | Sätze | Pkt. |
| --- | ---------------- | --- | ----- | ---- |
| 1   | Ahlhorner SV     | 3   | 9:2   | 6    |
| 2   | TV Neusiedl/Zaya | 3   | 8:3   | 4    |
| 3   | STV Schlieren    | 3   | 3:7   | 2    |
| 4   | SSV Bozen        | 3   | 1:9   | 0    |

### Endrunde

#### Qualifikation Plätze 5–8
| Sonntag, 8. Juli 2012 |   |       |               |   |            |                                    |
| 13                    | 1 | 09:30 | SV Moslesfehn | – | SSV Bozen  | 3:0 (11:7, 11:5, 11:3)             |
| 14                    | 2 | 09:30 | STV Schlieren | – | FB Embrach | 3:2 (11:8, 8:11, 11:8, 6:11, 9:11) |

#### Halbfinale
| Sonntag, 8. Juli 2012 |   |       |               |   |                     |                               |
| 15                    | 1 | 10:45 | Union Arnreit | – | TV Neusiedl/Zaya    | 3:1 (11:6, 2:11, 11:2, 11:8)  |
| 16                    | 2 | 10:45 | Ahlhorner SV  | – | FB ASKÖ Linz Urfahr | 3:1 (8:11, 11:9, 15:13, 11:9) |

#### Platzierungsspiele
| Sonntag, 8. Juli 2012 |   |         |       |                  |   |                     |                                |
| 17                    | 2 | Platz 7 | 12:00 | SSV Bozen        | – | STV Schlieren       | 0:3 (8:11, 7:11, 7:11)         |
| 18                    | 1 | Platz 5 | 12:00 | SV Moslesfehn    | – | FB Embrach          | 0:3 (9:11, 6:11, 1:11)         |
| 19                    | 1 | Platz 3 | 13:00 | TV Neusiedl/Zaya | – | FBC ABU Linz Urfahr | 3:1 (15:13, 7:11, 11:8, 13:11) |
| 20                    | 1 | Finale  | 15:15 | Union Arnreit    | – | Ahlhorner SV        | 0:3 (8:11, 6:11, 14:15)        |

## Platzierungen
| Platz | Land                |
| ----- | ------------------- |
| 1.    | Ahlhorner SV        |
| 2.    | Union Arnreit       |
| 3.    | TV Neusiedl/Zaya    |
| 4.    | FBC ABU Linz Urfahr |
| 5.    | FB Embrach          |
| 6.    | SV Moslesfehn       |
| 7.    | STV Schlieren       |
| 8.    | SSV Bozen           |

## Weblink
- Offizielle Website der Veranstaltung